# Adventures of Gallant Bess
Pour plus de détails, voir Fiche technique et Distribution.
Adventures of Gallant Bess est un western américain réalisé par Lew Landers et sorti en 1948.

## Synopsis
Bud Millerick, propriétaire d'un ranch, demande aux cow-boys Ted Daniels et Woody de capturer un magnifique cheval sauvage, que Ted nomme Bess d'après une femme rousse qu'il a connue à Amarillo. Plus tard, après que Ted ait vu Millerick maltraiter ses chevaux, il quitte le ranch et emmène Bess avec lui. Ted enseigne plusieurs tours au cheval, mais finalement le contremaître du ranch le congédie pour avoir passé trop de temps avec Bess.

## Fiche technique
- Réalisation : Lew Landers
- Scénario : Matthew Rapf
- Producteurs : Jerry Briskin, Matthew Rapf
- Genre : Western[1]
- Photographie : William Bradford
- Montage : Harry Komer
- Musique : Irving Gertz
- Distributeur : Eagle-Lion Films
- Durée : 71 minutes
- Date de sortie : 22 décembre 1948 (Los Angeles)

## Distribution
- Cameron Mitchell : Ted Daniels
- Audrey Long : Penny Gray
- Fuzzy Knight : Woody
- James Millican : Bud Millerick
- John Harmon : Blake
- Edward Gargan : Deputy Sheriff
- Harry Cheshire : Edward « Doc » Gray
- Cliff Clark : Sheriff
- Evelyn Eaton : Billie

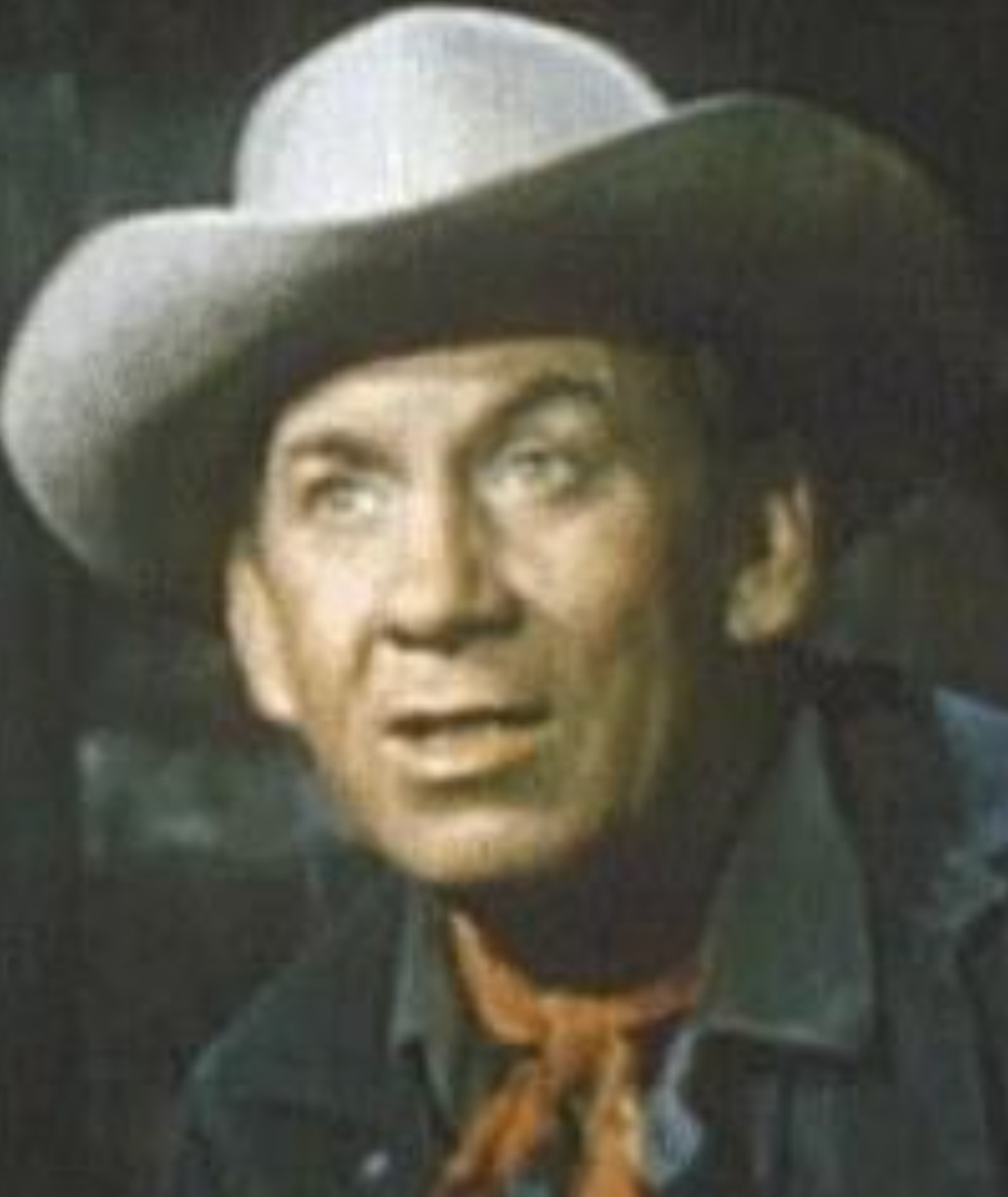
Fuzzy Knight
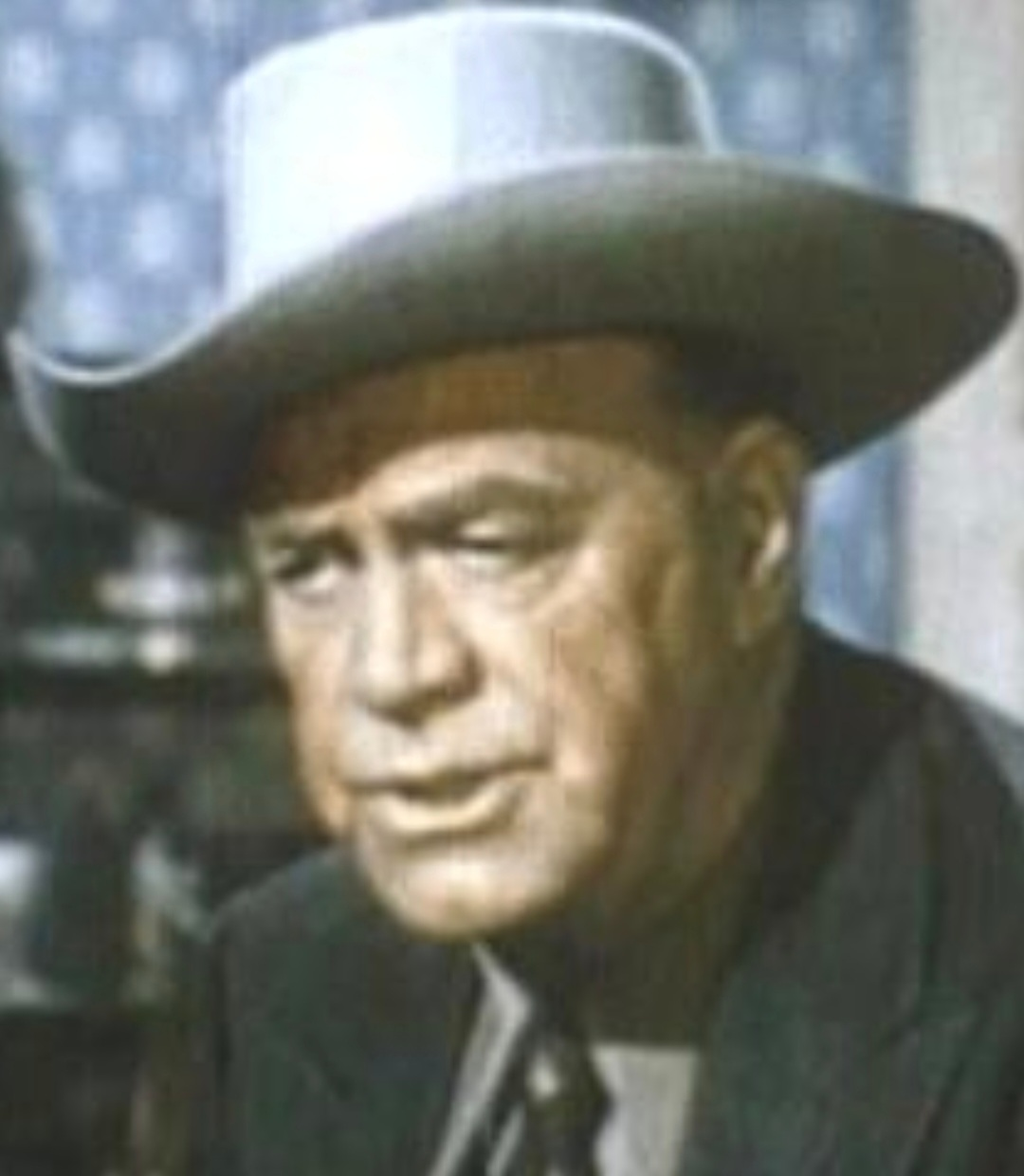
Cliff Clark
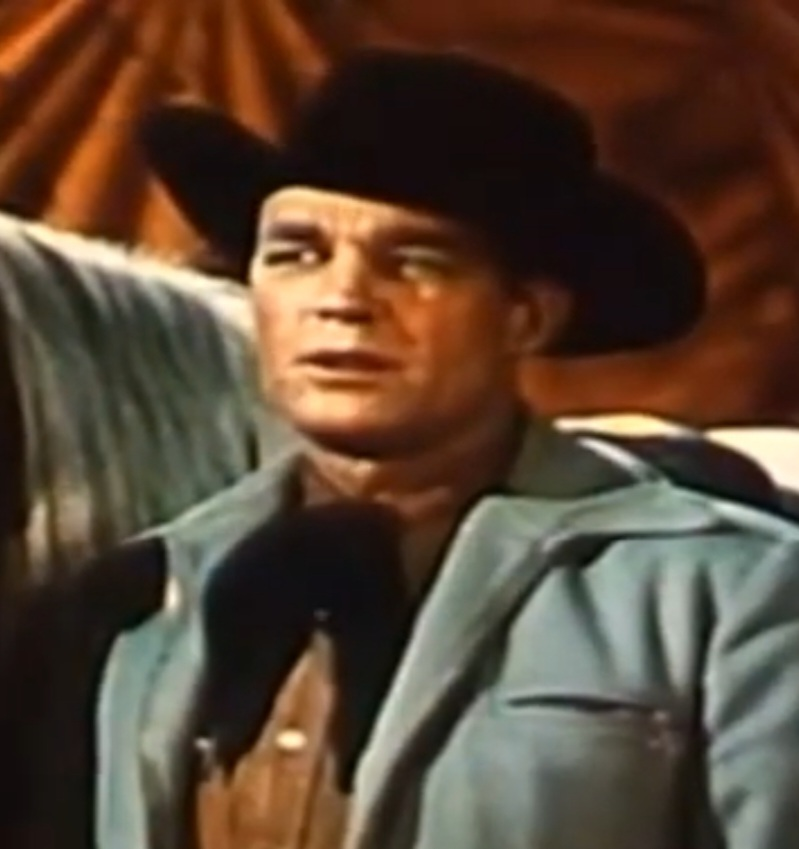
James Millican
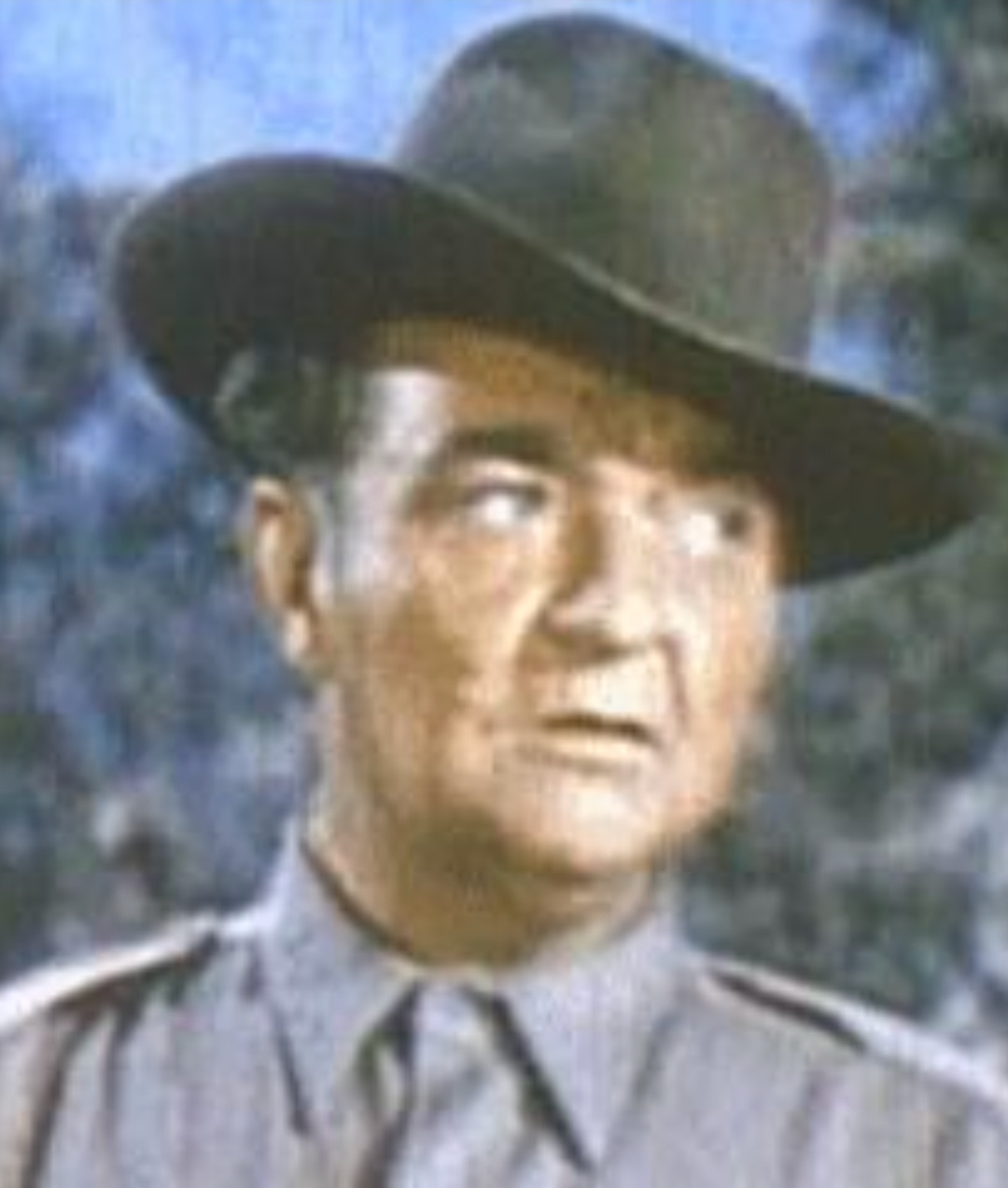
Edward Gargan
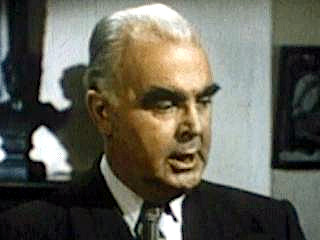
Harry Cheshire